# Fjällbackamorden: Strandridaren
Fjällbackamorden: Strandridaren es una película estrenada el 6 de noviembre de 2013 y fue dirigida por Rickard Petrelius. Está basada en las novelas de Michael Hjorth y Camilla Läckberg.
Es la quinta y penúltima entrega de la franquicia y forma parte de las películas de Fjällbackamorden. 

## Historia
Jessica, una joven buceadora y guardacostas, encuentra a una pareja de buzos provenientes de Francia muertos después de una tormenta. Cuando lo reporta sus superiores creen que fue un accidente sin embargo ella no está de acuerdo y decide buscar la ayuda de su amigo de la infancia, el inspector de la policía Patrik Hedström. Pronto Patrik y Erica quienes se encuentran un camino a unas vacaciones románticas, deciden hacer un pequeño desvío y visitar a Jessica en la localidad de Kungshamn, en la provincia de Västra Götaland, para investigar sobre su descubrimiento.
Erica es invitada a unirse a una asociación en el museo para descubrir más información, por lo que oculta su identidad como la esposa del inspector de la policía. Sin embargo, cuando acude a la primera reunión, el presidente de la asociación es encontrado muerto.
Pronto las tres muertes son abiertas para investigación y el denominador común de los tres víctimas parece ser su interés por los restos de un barco de 1820. Más tarde, Erica descubre que los buzos habían encontrado botellas de vino entre los escombros, botellas que podían venderse por millones de coronas en una subasta.

## Personajes

### Personajes principales
| Actor                | Personaje       | Ocupación                       |
| -------------------- | --------------- | ------------------------------- |
| Claudia Galli Concha | Erica Falck     | Escritora de Novelas Policíacas |
| Richard Ulfsäter     | Patrik Hedström | Inspector de la Policía         |
| Lennart Jähkel       | Mellberg        | Inspector en Jefe de la Policía |
| Pamela Cortes Bruna  | Paula           | Oficial de la Policía           |
| Jens Hultén          | Torkilsson      | -                               |
| Johanna Lazcano      | Jessica         | Guardacostas                    |

### Personajes secundarios
| Actor                   | Personaje      | Ocupación              |
| ----------------------- | -------------- | ---------------------- |
| Lina Englund            | Liv            | -                      |
| Tom Ljungman            | Ante           | -                      |
| Annika Hallin           | Tinkan         | -                      |
| Johan H:son Kjellgren   | Dick           | -                      |
| Ann Westin              | Annika         | -                      |
| Ellen Stenman Göransson | Maja Hedström  | Hija de Erica y Patrik |
| Simon Brodén            | Anton Hedström | Hijo de Erica y Patrik |
| Lukas Brodén            | Noel Hedström  | Hijo de Erica y Patrik |
| Agneta Ekmanner         | Betty          | -                      |
| Marik Lindström         | Nelly          | -                      |
| Johan Carlberg          | Mats           | -                      |
| Frida Beckman           | Sara           | -                      |
| Josef Säterhagen        | Isak           | -                      |
| Richard Turpin          | Jacob          | -                      |
| Eva Fritjofson          | Kristina       | Madre de Patrik        |
| Måns Ellmark            | Torsten        | -                      |

## Producción
La película fue dirigida por Rickard Petrelius, escrita por los escritores Michael Hjorth y Camilla Läckberg (creadores y escritora de los personajes), así como con Karin Gidfors. Originalmente la película iba a ser dirigida por el director sueco Daniel Lind Lagerlöf, sin embargo mientras se encontrada explorando locaciones para la película desapareció, se cree que Daniel se cayó en el agua en los acantilados de la reserva natural de la caldera Taurus fuera Tanumshede Bohusln, sin embargo su cuerpo nunca fue encontrado.
En la producción contó con el productor Pontus Sjöman y Caisa Westling, junto a los productores ejecutivos Jessica Ask, Klaus Bassiner, Wolfgang Feindt, Helena Danielsson, Jonas Fors, Michael Hjorth, Lone Korslund, Peter Nadermann y Christian Wikander, así como con la productora asociada Sigrid Strohmann y el productor de línea Christian Sundkvist.
La música estuvo bajo el cargo de Johan Nilsson, mientras que la cinematografía en manos de Mats Axby y la edición fue realizada por Anders Nylander. 
La película fue estrenada el 6 de noviembre de 2013 por DVD con una duración de 1 hora con 28 minutos.
Fue filmada en Fjällbacka en Suecia.
Contó con la participación de la compañía de producción "Tre Vänner Produktion AB". Otras compañías que participaron en la serie fueron "Filmgate", así como con "Dagsljus Filmequipment" y "Restaurang Källaren".
En el 2013 la película fue distribuida por "Nordisk Film" en todos los medios en Suecia, por "Film1 Action" en televisión limitada y por "Lumière Home Entertainment" en DVD en los Países Bajos. En el 2014 fue distribuida por "Alive Vertrieb und Marketing" en DVD en Alemania.

### Emisión en otros países
| País         | Título                                            | Fecha de Estreno                       |
| ------------ | ------------------------------------------------- | -------------------------------------- |
| Alemania     | Mord in Fjällbacka: Der Tod taucht auf            | 26 de noviembre de 2013                |
| España       | Los crímenes de Fjällbacka: El jinete de la costa | 8 de diciembre de 2013                 |
| Francia      | Les enquêtes d'Erica: Plongée dangereuse          | 22 de septiembre de 2013               |
| Italia       | Omicidi tra i fiordi: Il cavaliere della spiaggia | 5 de mayo de 2014                      |
| Noruega      | Mordene i Fjällbacka: Strandrideren               | -                                      |
| Países Bajos | -                                                 | 29 de octubre de 2013 (estreno en DVD) |
| Rusia        | Береговой всадник                                 | -                                      |